# Paul Antoine Côte
Paul Antoine Léo Côte était un général français né le 4 mai 1832 à Jouhe (Jura) et décédé à Châlons-sur-Marne le 17 février 1889.
Fils d'un instituteur primaire, il sortit de Saint-Cyr en 1853 et fit les campagnes de Crimée et d'Italie. Il fut blessé à Solferino. Il prit aussi part à la guerre de 1870 contre l'Allemagne et y fut fait prisonnier. Promu colonel commandant le 139e régiment d'infanterie de ligne en 1881, il devint général de brigade en 1888 et commandait la 24e brigade d'infanterie à son décès. Il était officier de la Légion d'honneur.